# Claustrum
El claustrum (del latín ‘cerrar’ o ‘clausurar’) es un conjunto delgado y bilateral de neuronas y células gliales de soporte, que conecta con regiones corticales (por ejemplo, el córtex prefrontal) y subcorticales (por ejemplo, el tálamo) del cerebro. Está situado entre la ínsula lateralmente y el putamen medialmente, separados por las cápsulas extrema y externa respectivamente. La irrigación sanguínea del claustrum se realiza a través de la arteria cerebral media. Se considera la estructura más densamente conectada del cerebro, lo que permite la integración de varias entradas corticales (por ejemplo, color, sonido y tacto) en una sola experiencia en lugar de acontecimientos singulares. El claustrum es difícil de estudiar, dado el limitado número de individuos con lesiones claustrales y la escasa resolución de las neuroimágenes.
El claustrum está formado por varios tipos de células que difieren en tamaño, forma y composición neuroquímica. Existen cinco tipos de células, la mayoría de las cuales se parecen a las neuronas piramidales del córtex. Dentro del claustrum, no existe una organización de los tipos celulares en comparación con la corteza, y los somas de las células pueden tener forma piramidal, fusiforme o circular. El principal tipo celular que se encuentra en el claustrum son las células de tipo 1, que son células grandes cubiertas de dendritas espinosas.
El claustrum suele conectar con el córtex de forma ipsilateral; sin embargo, las pocas que viajan contralateralmente son considerablemente más débiles que las primeras. El claustrum actúa como conductor de las entradas procedentes de las regiones corticales para que estas áreas respectivas no se desincronicen. Sin el claustrum, se podría responder a estímulos familiares para el individuo, pero no a acontecimientos complejos. Además, el claustrum es esencial para combinar las modalidades sensoriales y motoras de modo que estén presentes varios patrones anatómicos. Una de las funciones propuestas del claustrum es diferenciar la información relevante de la irrelevante, de modo que esta última pueda ignorarse. Los componentes corticales de la conciencia incluyen el córtex fronto-parietal, el cíngulo y el precuneus. Debido a la amplia conectividad del claustrum con estas áreas, se sugiere que puede desempeñar un papel tanto en la atención como en la conciencia. Las redes neuronales que median en la atención sostenida y la consciencia implican numerosas áreas corticales, muchas de las cuales se solapan en conectividad con el claustrum. Informes clínicos previos sugieren que los procesos conscientes están lateralizados al hemisferio izquierdo en humanos.

## Estructura
El claustrum es una pequeña estructura bilateral de materia gris (que comprende aproximadamente el 0,25% de la corteza cerebral) situada en la profundidad de la corteza insular y la cápsula extrema, y en la superficie de la cápsula externa y los ganglios basales. Como se ha mencionado, su nombre significa "oculto o encerrado" y fue identificado por primera vez en 1672, con descripciones más detalladas posteriores durante el siglo XIX. Aunque se han definido los límites neuroanatómicos regionales del claustrum, sigue habiendo falta de consenso en la literatura a la hora de definir sus márgenes precisos.

### Conexiones
A pesar de esta larga historia de informes sobre el claustrum, las descripciones de su conectividad global han sido escasas. Sin embargo, trabajos recientes han sugerido que esta misteriosa estructura está presente en todos los mamíferos, con amplias conexiones con regiones corticales y subcorticales. Más concretamente, los estudios electrofisiológicos muestran amplias conexiones con los núcleos talámicos y los ganglios basales, mientras que los informes isotopológicos han relacionado el claustrum con las cortezas prefrontal, frontal, parietal, temporal y occipital. Otros estudios también han analizado la relación del claustrum con tractos subcorticales de sustancia blanca bien descritos. Estructuras como la corona radiata, el fascículo occipitofrontal y el fascículo uncinado se proyectan al claustrum desde regiones frontales, pericentrales, parietales y occipitales. También existen conexiones recíprocas con regiones corticales motoras, somatosensoriales, auditivas y visuales. En conjunto, estos hallazgos dejan al claustrum como la estructura más conectada por volumen regional en el cerebro y sugieren que puede servir como eje para coordinar la actividad de los circuitos cerebrales. A pesar de esta amplia conectividad, la mayoría de las proyecciones hacia y desde el claustrum son ipsilaterales (aunque también hay proyecciones contralaterales), y existen pocas pruebas que describan sus conexiones aferentes o eferentes con el tronco encefálico y la médula espinal. En resumen, la conectividad cortical y subcortical del claustrum implica que está más implicado en el procesamiento de la información sensorial, así como en el estado físico y emocional de un animal.

### Microanatomía
Las entradas al claustrum están organizadas por modalidades, que incluyen áreas de procesamiento visual, auditivo y somatomotor. Del mismo modo que la morfología de las neuronas de la médula espinal es indicativa de su función (es decir, las láminas rexed), las regiones visuales, auditivas y somatomotoras del claustrum comparten neuronas similares con características funcionales específicas. Por ejemplo, la porción del claustrum que procesa la información visual (sintetizando principalmente fibras aferentes relacionadas con nuestro campo visual periférico) está compuesta por una mayoría de células binoculares que tienen "campos receptivos alargados y sin selectividad de orientación". Esta concentración en el sistema sensorial periférico no es un hecho aislado, ya que la mayoría de las aferentes sensoriales que entran en el claustrum aportan información sensorial periférica. Además, el claustrum posee una organización topológica distinta para cada modalidad sensorial. Por ejemplo, existe una organización retinotópica dentro del área de procesamiento visual del claustrum que refleja la de las cortezas de asociación visual y V1, de forma similar (aunque menos complicada) a la conservación retinotópica dentro del núcleo geniculado lateral.

### Tipos de células
El claustrum está formado por varios tipos de células que difieren en tamaño, forma y composición neuroquímica. Los tipos de células excitadoras del claustrum se dividen en dos clases principales que se proyectan de forma diferenciada a regiones cerebrales corticales y subcorticales. Las neuronas inhibidoras representan sólo entre el 10% y el 15% de las neuronas del claustrum y consisten en tres tipos que expresan parvalbúmina, somatostatina o péptido intestinal vasoactivo, similares a las neuronas inhibidoras del córtex. Por último, muchos estudios demuestran que el claustrum se distingue mejor estructuralmente por su prominente plexo de fibras positivas a la parvalbúmina formado por el tipo de célula inhibidora que expresa parvalbúmina.
Un análisis en el ratón indica que existen ocho tipos de células claustrales con cinco subtipos de neuronas piramidales excitadoras y tres subtipos de neuronas inhibidoras.

## Función
Se ha demostrado que el claustrum tiene una amplia actividad con numerosos componentes corticales, todos los cuales se han asociado con componentes de la conciencia y la atención sostenida. Esto se debe a la amplia conectividad con las áreas fronto-parietales, el córtex cingulado y el tálamo. La atención sostenida procede de las conexiones con el córtex cingulado, el córtex temporal y el tálamo.
Crick y Koch sugieren que el claustrum desempeña un papel similar al de un director de orquesta, ya que intenta coordinar la función de todas las conexiones. Esta analogía del "director de orquesta" también puede sustentarse en las conexiones entre las regiones claustral, sensorial y frontal. Se ha confirmado que el claustrum está conectado recíprocamente con el córtex prefrontal y las regiones visual, auditiva, sensorial y motora, respectivamente. Las conexiones con estas modalidades permiten comprender la funcionalidad del claustrum. Aquí se propone que el claustrum interviene en la regulación de la atención selectiva. A través de este proceso, el claustrum puede controlar selectivamente la entrada de estas modalidades para facilitar el proceso de "enfoque". También se ha sugerido que funciona en el contexto opuesto; que a través de la normalización divisiva, el claustrum puede oponer resistencia a ciertas modalidades de entrada para evitar la "distracción".

## Importancia clínica

### Esquizofrenia
Los daños en el claustrum pueden imitar diversas enfermedades comunes o trastornos mentales; el retraso en el desarrollo de la estructura parece estar relacionado con el autismo. El claustrum puede estar implicado en la esquizofrenia, ya que los resultados muestran un aumento de los síntomas positivos, como los delirios, cuando disminuye el volumen de materia gris del claustrum izquierdo y la ínsula derecha.

### Epilepsia
También se ha visto que el claustrum desempeña un papel en la epilepsia; en las resonancias magnéticas se ha encontrado un aumento de la intensidad de la señal claustral en personas a las que se ha diagnosticado epilepsia. En ciertos casos, las convulsiones parecen originarse en el claustrum cuando están implicadas en las primeras convulsiones inducidas por el ácido cainico.

### Conciencia
Un único estudio de caso demostró que la consciencia se interrumpía cuando se estimulaba eléctricamente la zona entre la ínsula y el claustrum; la consciencia se recuperaba cuando cesaba la estimulación. Los pacientes que presentaban una lesión en el claustrum izquierdo eran más propensos a experimentar una pérdida de conciencia en comparación con los que presentaban lesiones fuera del claustrum. Por ejemplo, un paciente sometido a estimulación con electrodos en el claustrum dejó de leer, tenía la mirada perdida y no respondía. Una vez retirado el electrodo, el paciente reanudó la lectura y no pudo recordar los sucesos del aturdimiento.
En un estudio realizado en 2019 consistente en la estimulación eléctrica del claustrum no se observó alteración de la consciencia en ninguno de los cinco pacientes sometidos al análisis. Los pacientes analizados informaron de experiencias subjetivas en varios dominios sensoriales y exhibieron movimientos reflejos, pero ninguno de ellos mostró pérdida de conciencia, lo que cuestiona la capacidad del claustrum para alterar la conciencia cuando se estimula eléctricamente.
Un estudio de 2020 en el que se activó artificialmente el claustrum mediante estimulación lumínica optogenética silenció la actividad cerebral en todo el córtex, un fenómeno conocido como "estado de Down", que puede observarse cuando los ratones duermen o descansan despiertos (vigilia tranquila).

### Parkinsonismo
Un equipo de investigadores dirigido por neurocientíficos del Centro Médico Beth Israel Deaconess ha identificado el claustrum como el probable origen del parkinsonismo en diferentes afecciones. El equipo utilizó una novedosa metodología llamada mapeo de redes de lesiones para descubrir los orígenes del parkinsonismo en 29 pacientes cuyos síntomas no eran el resultado de la enfermedad de Parkinson, sino más bien atribuidos a una lesión cerebral -una anormalidad o lesión en el cerebro visible en las imágenes cerebrales. El mapeo de las 29 lesiones -que estaban localizadas en diferentes regiones del cerebro- reveló que la conectividad con el claustrum era el marcador individual más sensible y específico del parkinsonismo inducido por la lesión.

### Ansiedad y estrés
En ratones, la supresión del claustrum parece atenuar la ansiedad/estrés y aumentar la resistencia al estrés crónico.